# Cruciuliță lânoasă

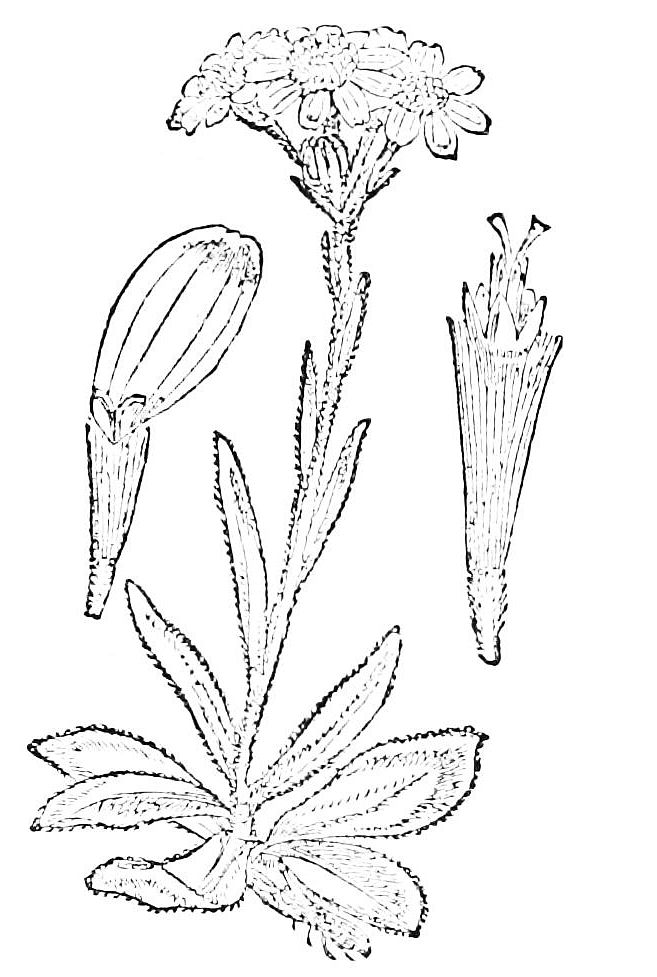
Senecio campestris - o plantă asemănătoare cu Cruciuliţă lânoasă

Cruciulița lânoasă (Senecio capitatus, Senecio integrifolius) este o plantă din familia Asteraceae.

## Descriere
Tulpina are cca. 100—200 mm, este relativ groasă, frunzoasă, lânoasă și păienjeniu-păroasă, cu peri albi-cenușii. În partea superioară a tulpinii se găsesc 2-6 capitule îngrămădite, cu diametrul de 20-30 mm, cu codițe scurte. Capitulele au flori portocalii închise puțin numeroase. Florile din mijloc sunt mai mari și tubuloase, iar cele de pe margini cu ligule. Cruciulița lânoasă înflorește în iulie-august.
Frunzele de la baza tulpinii sunt îngrămădite în rozetă. Ele sunt ovale sau mai late spre vârf, cu o codiță scurtă. Frunzele au dinți neascuțiți pe margini; cele de pe tulpină sunt înguste, alungite, fără codițe. Toate frunzele sunt acoperite inegal cu peri lânoși alb-cenușii de unde și denumirea plantei. 

## Răspândire
În România, cruciulița lânoasă se găsește în pajiștile de pe brâne din munții Bârsei, Ceahlău, Bucegi, Făgărașului, Rodnei, Țarcului.